# گریسون (تگزاس)
گریسون، تگزاس (به انگلیسی: Garrison, Texas) یک شهر در ایالات متحده آمریکا با جمعیت ۸۹۵ نفر است که در تگزاس واقع شده‌است.

## موقعیت جغرافیایی
موقعیت جغرافیایی شهرها و مناطق اطراف به شرح زیر است: